# Intel 8048

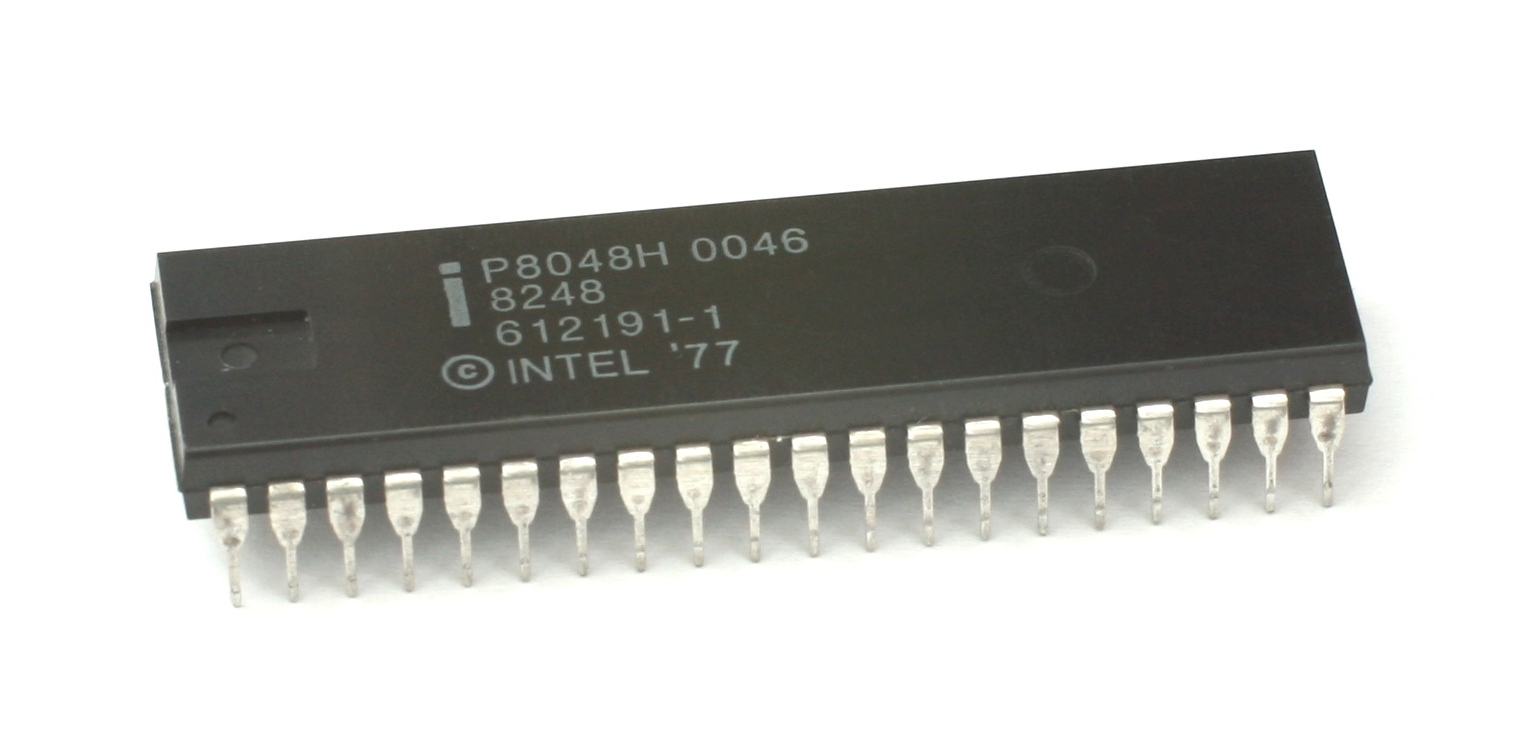
Мікроконтролер I8048.

Intel 8048 — перший мікроконтроллер корпорації Intel, був використаний в ігровій приставці Magnavox Odyssey, аналогових синтезаторах Roland Jupiter-4 та Roland ProMars, а також (у варіанті i8042) у клавіатурі комп'ютера IBM PC.
8048, можливо, найвідоміший член родини мікроконтролерів MCS-48. Він багато в чому схожий на мікропроцесор Fairchild F8.

## Варіанти
Контролер 8049 має 2 KB маскової пам'яті лише для читання (ROM, контролери 8748 і 8749 мають EPROM), замість неї можливе під'єднання зовнішньої мікросхеми ROM об'ємом 4 KB. Також присутні 128 байт оперативної пам'яті і 27 портів вводу-виводу
Внутрішній модуль генератора тактової частоти ділить вхідний опорний сигнал на 15 внутрішніх фаз. При частоті кварцевого резонатора 11 МГц максимальна швидкодія процесора знаходиться на рівні 730000 однотактних інструкцій за секунду (таких у архітектурі близько 70 %; решта 30 % вимагає двох циклів і/або двох байтів для кодування, так що реальна швидкодія за сумішшю всіх команд близько 0,5 MIPS).
Intel 8748 має вбудований тактовий генератор, 2× 8-розрядних таймери, 27× портів вводу-виводу, 64 байти RAM і 1 KB EPROM. Версія з 2 KB EPROM і 128 байт RAM також випускалася, такий чип маркувався як 8749.
| Мікросхема | Постійна пам'ять        | Оперативна пам'ять | Примітки                                |
| ---------- | ----------------------- | ------------------ | --------------------------------------- |
| 8020       | 1K × 8 ROM              | 64 × 8 RAM         | Підвид 8048, 20 контактів, 13 ліній I/O |
| 8021       | 1K × 8 ROM              | 64 × 8 RAM         | Підвид 8048, 28 контактів, 21 лінія I/O |
| 8022       | 2K × 8 ROM              | 64 × 8 RAM         | Підвид 8048, АЦП                        |
| 8035       | —                       | 64 × 8 RAM         |                                         |
| 8039       | —                       | 128 × 8 RAM        |                                         |
| 8040       | —                       | 256 × 8 RAM        |                                         |
| 8048       | 1K × 8 ROM              | 64 × 8 RAM         |                                         |
| 8049       | 2K × 8 ROM              | 128 × 8 RAM        |                                         |
| 8050       | 4K x 8 ROM              | 256 × 8 RAM        |                                         |
| 8748       | 1K × 8 EPROM            | 64 × 8 RAM         |                                         |
| 8749       | 2K × 8 EPROM            | 128 × 8 RAM        |                                         |
| 87P50      | Зовнішній сокет для ROM | 256 × 8 RAM        | Сокет для EPROM 2758/2716/2732          |
| 8648       | 1K × 8 OTP EPROM        | 64 × 8 RAM         | EPROM запрограмована на заводі          |

| Мікросхема | Постійна пам'ять | Оперативна пам'ять | Примітки                             |
| ---------- | ---------------- | ------------------ | ------------------------------------ |
| 8041       | 1K × 8 ROM       | 64 × 8 RAM         | Universal Peripheral Interface (UPI) |
| 8041AH     | 1K × 8 ROM       | 128 × 8 RAM        | UPI                                  |
| 8741A      | 1K × 8 EPROM     | 64 × 8 RAM         | UPI, версія 8041 з EPROM             |
| 8741AH     | 1K × 8 OTP EPROM | 128 × 8 RAM        | UPI, версія 8041AH з OTP EPROM       |
| 8042AH     | 2K × 8 ROM       | 256 × 8 RAM        | UPI                                  |
| 8742       | 2K × 8 EPROM     | 128 × 8 RAM        | UPI, EPROM                           |
| 8742AH     | 2K × 8 OTP EPROM | 256 × 8 RAM        | UPI, версія 8042AH з OTP EPROM       |